# امانوئل دومارتن
امانوئل دومارتن (Emmanuel de Martonne) جغرافی‌دان و فرانسوی (۱۹۵۵-۱۸۷۳) است. او در اندر فرانسه به‌دنیا آمد و فرزندخوانده ویدال دولابلاش بود. دومارتن در سال ۱۸۸۵ از اکول نرمال سوپریور مدرک تاریخ و جغرافیا گرفت و پس از آن با فردیناند فون ریشتهوفن و آلبرت پنک به فعالیت پرداخت.
دومارتن در سال ۱۸۹۹ به منصب استادی دانشگاه رن رسید. در سال ۱۹۰۵ به تدریس در دانشگاه لیون و چهار سال پس از آن در دانشگاه سوربن پرداخت. او در سال ۱۹۹۳ عضو افتخاری انجمن جغرافیایی شوروی شد و از ۱۹۳۸ تا ۱۹۵۲ رئیس اتحادیه بین‌المللی جغرافیایی بود. او مدال جغرافیایی کالوم را در سال ۱۹۳۹ و مدال ویکتوریا را در سال ۱۹۵۰ به‌دست آورد. دومارتن در سال ۱۹۴۲ به عضویت آکادمی علوم فرانسه در آمد.